# Татар (Зангеланский район)
Татар (азерб. Tatar) — село в административно-территориальном округе села Джахангирбейли Зангеланского района Азербайджана.

## История
По данным «Свода статистических данных о населении Закавказского края, извлеченных из посемейных списков 1886 года», в селе Татар 2-е Зангеланского сельского округа Зангезурского уезда Елизаветпольской губернии было 75 дымов и проживало 345 азербайджанцев (в источнике — «татарина») шиитского вероисповедания. Всё население являлось владельческими крестьянами.
Согласно результатам Азербайджанской сельскохозяйственной переписи 1921 года, Татар I Нижний с отсёлком Татар Верхний Зангеланского сельского общества Кубатлинского уезда Азербайджанской ССР населяли 245 человек (91 хозяйство), преобладающая национальность — тюрки азербайджанские.
В ходе Первой карабахской войны, в 1993 году село было занято армянскими вооружёнными силами, и до октября 2020 года находилось под контролем непризнанной НКР. 22 октября 2020 года, в ходе Второй карабахской войны, президент Азербайджана объявил об освобождении села Татар вооружёнными силами Азербайджана.